# Appias lalage
Spot Puffin, Appias lalage là một loài bướm nhỏ thuộc họ Pieridae, có màu vàng và trắng, được tìm thấy ở India.

## Galleria

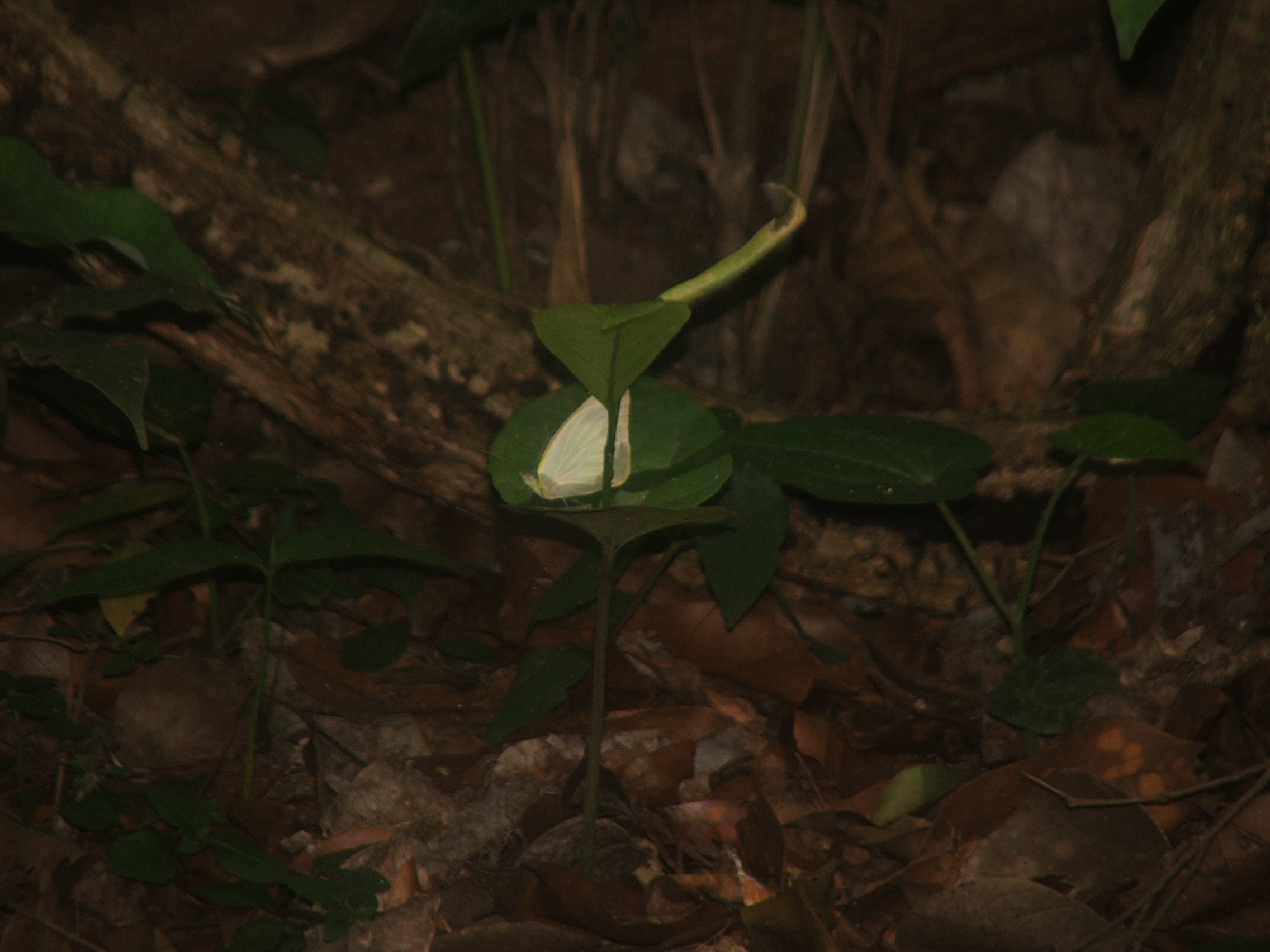
Spot Puffin